# Bases aériennes de l'Armée de l'air espagnole
Cette page recense les bases aériennes et aérodromes de l’Armée de l’air espagnole.

## Bases actives

Bases Aériennes Militaires

## Bases actives[Quand?]
| Base Aériennes                     | Lieu               | Groupes/Escadres/Escadrons                                       | Utilisation            |
| ---------------------------------- | ------------------ | ---------------------------------------------------------------- | ---------------------- |
| Aeródromo Militar de Lanzarote     | Îles Canaries      | soutien Esc. no 22 (EVA 22)                                      |                        |
| Aeródromo Militar de León          | Castille-et-León   | Academia Básica del Aire (École de l'Air)                        | Mixte Militaire/Civile |
| Aeródromo Militar de Pollensa      | Îles Baléares      | soutien Groupe 43/Esc. de SAR                                    |                        |
| Aeródromo Militar de Santiago      | Galice             | Ala 37/Grupo 43                                                  |                        |
| Base aérienne de Los Llanos        | Castille-La Manche | Ala 14                                                           |                        |
| Base Aérea de Alcantarilla         | Murcie             | 721 Esc./Escuela Paracaidistas (L'école des troupes aéroportées) |                        |
| Base Aérea de Armilla              | Andalousie         | Ala 78                                                           |                        |
| Base Aérea de Cuatro Vientos       | Madrid             | Ala 48                                                           |                        |
| Base Aérea de Gando                | Îles Canaries      | Ala 46/Esc. 802                                                  |                        |
| Base Aérea de Getafe               | Madrid             | Ala 35                                                           |                        |
| Base Aérea de Málaga               | Andalousie         | Esc. Transmisiones/destac. Grupo 43 en Jul/Ago.                  |                        |
| Base Aérea de Manises              | Andalousie         | Ala 78                                                           |                        |
| Base Aérea de Matacán              | Castille-et-León   | Grupo de Escuelas                                                | Mixte Militaire/Civile |
| Base aérienne de Morón             | Andalousie         | Ala 11                                                           |                        |
| Base Aérea de San Javier           | Andalousie         | Academia General del Aire (École militaire de l'Air)             |                        |
| Base Aérea de Son San Juan         | Îles Baléares      | 801 Esc.                                                         |                        |
| Base Aérea de Talavera la Real     | Estrémadure        | Ala 23                                                           |                        |
| Base Aérea de Torrejón             | Madrid             | Ala 12                                                           |                        |
| Base Aérea de Villanubla           | Castille-et-León   | Ala 37                                                           | Mixte Militaire/Civile |
| Base aérienne de Torrejón de Ardoz | Madrid             | Ala 12/ Grupo 43,45,47                                           |                        |
| Base Aérea de Zaragoza             | Aragon             | Ala 31/Ala 15                                                    |                        |